# Mirabel (Tarn i Garonna)
Mirabel – miejscowość i gmina we Francji, w regionie Oksytania, w departamencie Tarn i Garonna. Przez gminę przepływa rzeka Aveyron. 
Według danych na rok 1990 gminę zamieszkiwało 879 osób, a gęstość zaludnienia wynosiła 27 osób/km² (wśród 3020 gmin regionu Midi-Pireneje Mirabel plasuje się na 380. miejscu pod względem liczby ludności, natomiast pod względem powierzchni na miejscu 256.).